# ديريك سبالدينغ
ديريك سبالدينغ (بالإنجليزية: Derek Spalding)‏ هو لاعب كرة قدم ومدرب كرة قدم أمريكي في مركز الدفاع، ولد في 20 ديسمبر 1954 في دندي في المملكة المتحدة. شارك مع منتخب الولايات المتحدة لكرة القدم. أما مع النوادي، فقد لعب مع شيكاغو ستينغ ونادي هيبرنيان.